# Around the World in a Day
Around the World in a Day – siódmy album studyjny amerykańskiego muzyka Prince’a, wydany 22 kwietnia 1985 roku. Płyta dotarła do szczytu Billboard 200 i do piątego na UK Albums Chart.
Po wielkim sukcesie poprzedniej płyty, Purple Rain, Prince postanowił nagrać szczerą i mniej kontrowersyjną następczynię. Nowy materiał okazał się psychodeliczny, mniej przystępny. Pierwszy singiel został wydany dopiero miesiąc po płycie, tak, aby fani zapoznali się z całą płytą, a nie tylko singlem. Pomimo znikomej promocji w mediach, płyta radziła sobie całkiem nieźle na listach przebojów, a dwa single („Raspberry Beret” i „Pop Life”) dotarły odpowiednio do 2. i 7. miejsca na Billboard Hot 100.

## Lista utworów
Wszystkie utwory napisane przez Prince’a, wyjątki w nawiasie.
1. „Around the World in a Day” (David Coleman, John L. Nelson, Prince) – 3:27
2. „Paisley Park” – 4:41
3. „Condition of the Heart” – 6:46
4. „Raspberry Beret” – 3:31
5. „Tamborine” – 2:46
6. „America” (Prince i the Revolution) – 3:40
7. „Pop Life” – 3:42
8. „The Ladder” (John L. Nelson, Prince) – 5:26
9. „Temptation” – 8:21

## Twórcy
- Prince – wokal, instrumenty klawiszowe, gitara, claviers, perkusja
- Sheila E. – gitara na Pop Life
- Jonathan Melvoin – perkusja na Around the World in a Day
- Brad Marsh – tamburyno na America
- Eddie Minnifield – saksofon na Temptation
- David Coleman – skrzypce, wokal, cymbałki
- Suzie Katayama – skrzypce
- Novi Novog – skrzypce
- Annette Atkinson – bas na Pop Life
- Tim Barr – bas na Pop Life
- Bobby Z. – perkusja
- Dr. Fink – keyboardy
- Eddie M. – saksofon
- Wendy Melvoin – gitara